# Mitteldeutsche Creditbank

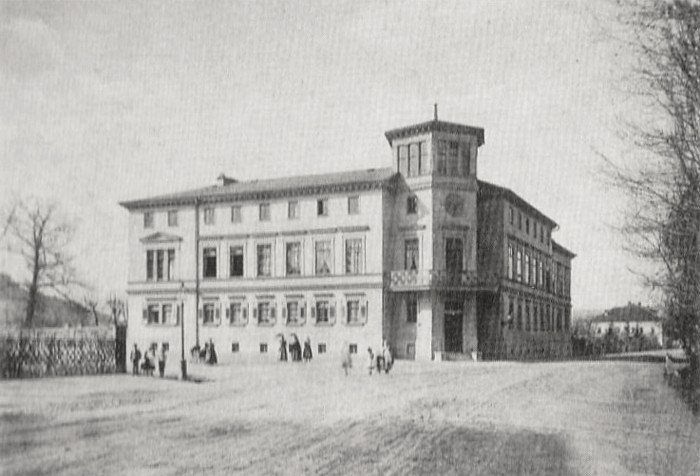
Die Mitteldeutsche Creditbank in Meiningen um 1880

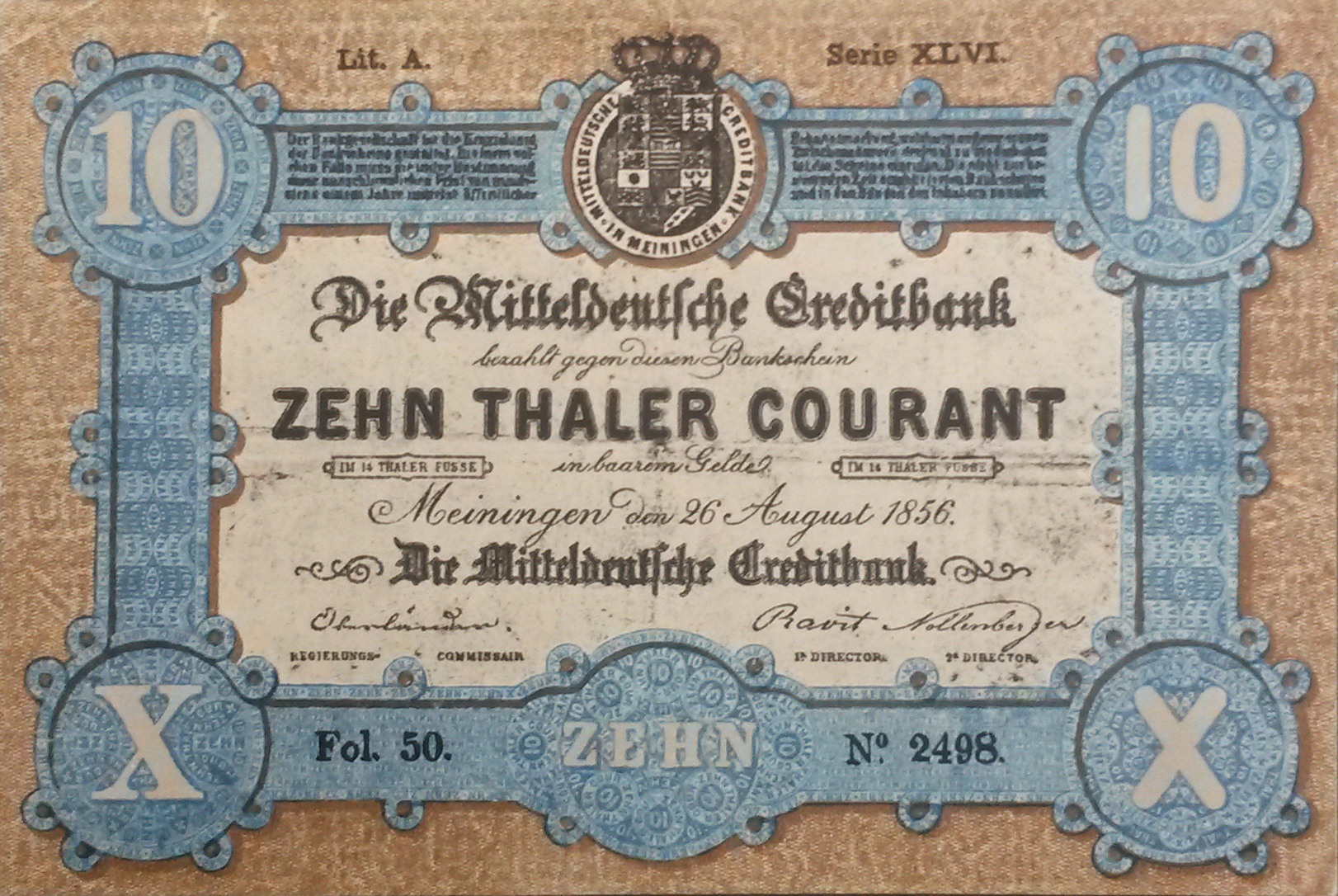
10 Taler-Schein der Mitteldeutschen Creditbank von 1856

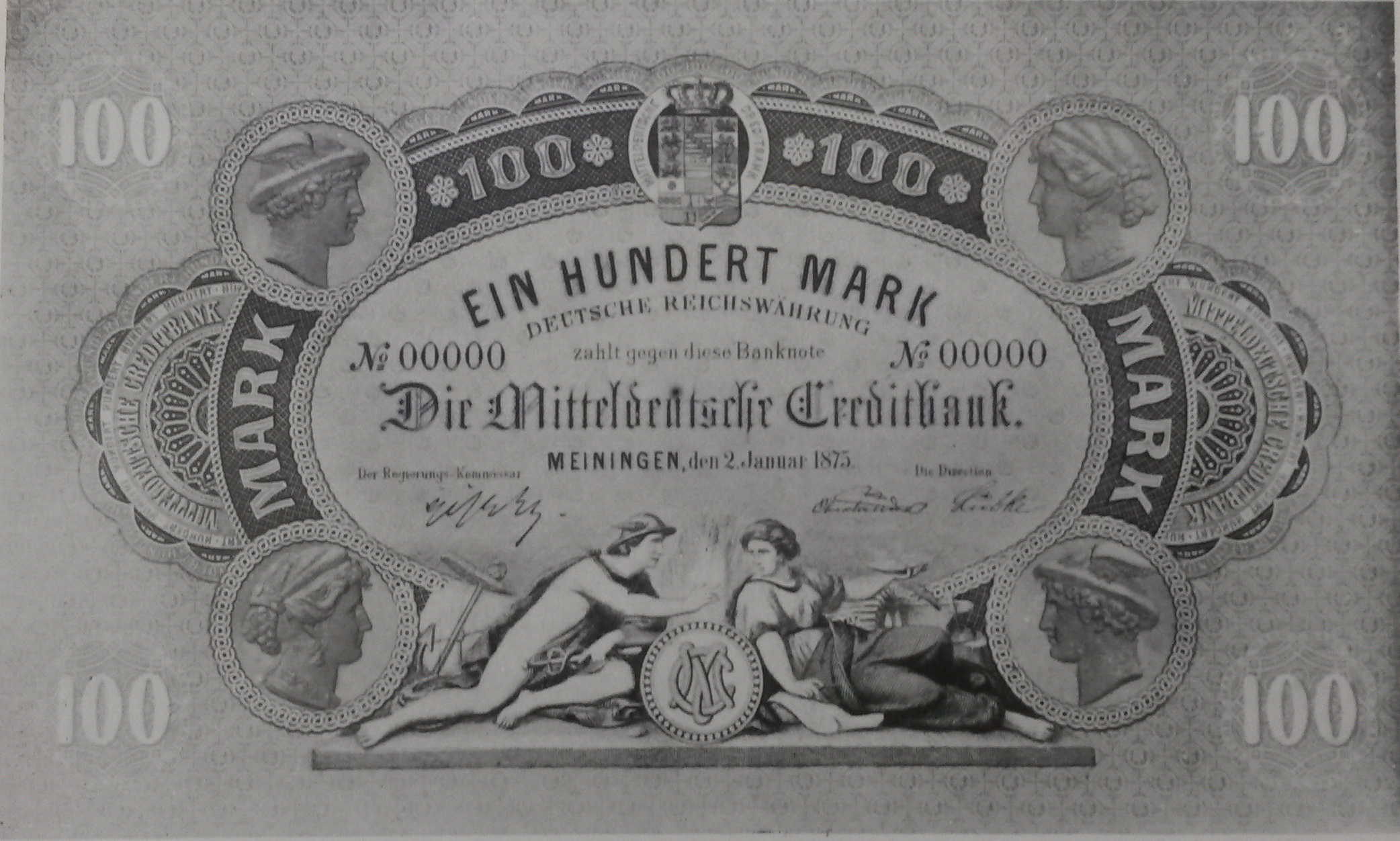
Dieser 100 Markschein von 1875 wurde zwar noch gedruckt, wegen der Aufgabe des Banknotenprivilegs jedoch nicht in Umlauf gebracht

Die Mitteldeutsche Creditbank war eine in Meiningen und in Frankfurt am Main ansässige Großbank und eines der Vorläuferinstitute der heutigen Commerzbank.

## Geschichte
Die Mitteldeutsche Creditbank wurde am 29. Februar 1856 von einem Konsortium jüdischer Bankiers aus Frankfurt am Main, Leipzig und Hamburg mit Sitz in Meiningen, der Haupt- und Residenzstadt des Herzogtums Sachsen-Meiningen, gegründet. Herzog Bernhard II. erteilte an diesem Tag dem Bankhaus W. F. Jäger in Frankfurt am Main die Konzession für die Errichtung einer Bank in Meiningen unter dem Namen „Mitteldeutsche Creditbank in Meiningen“ zur Förderung von Industrie und Handel. Die Bank besaß das Recht zur Emission von Banknoten und vergab erstmals in Deutschland Kredite an Industrieunternehmen. Die Banknoten wurden bei Dondorf & Naumann in Frankfurt am Main gedruckt.
Die Bank wuchs schnell zur siebtgrößten deutschen Privatnotenbank, eröffnete in allen bedeutenden Bankstandorten Filialen und wies 1874 eine Bilanzsumme von 35 Millionen Talern aus. 1875 entschied sie sich gegen das Privileg, Privatbanknoten zu emittieren. Sie war auch an der Gründung der Deutschen Hypothekenbank Meiningen beteiligt. 1876 wurde der Hauptsitz der Bank nach Frankfurt am Main verlegt, Meiningen blieb aber bis 1886 Zweitsitz und danach Nebenniederlassung. In das Meininger Bankgebäude zog 1905 die Bank für Thüringen ein.
Die Berliner Filiale wurde 1913 aus der Behrenstr. 2 in den Neubau von Reimer & Körte in der Burgstraße 24 in direkte Nachbarschaft zur Berliner Börse verlegt.
Die Mitteldeutsche Creditbank baute ihr Netz von Niederlassungen im ganzen Deutschen Reich u. a. durch eine Serie von Übernahmen lokalen Privatbanken aus:
- 1898 Bankhaus B. Berlé in Frankfurt am Main,
- 1899 Gebrüder Meyer (gegr. 1796) in Frankfurt am Main,
- 1905 Arthur Andreae & Co. (gegr. 1789) in Frankfurt am Main,
- 1905 August Siebert in Frankfurt am Main
- 1910 Bernard Weinmann in München,
- 1913 Paul Strasburger in Wiesbaden,
- 1913 Heinr. Narjes in Hannover,
- 1914 Meyer & Diss in Baden-Baden,
- 1914 Weis, Herz & Co. in Mainz,
- 1915 Johann Goll & Söhne (gegr. 1602) in Frankfurt am Main,
- 1916 Alfred & Oskar Seeligmann in Karlsruhe,
- 1917 J. Benjamin in Hanau;
- 1917 L. Hess & Söhne in Köln,
- 1917 Johann Mertens (gegr. 1605) in Frankfurt am Main,
- 1919 Gebr. Klopfer in Augsburg.

1919–21 wurden außerdem ohne vorherige Bankübernahmen Filialen in Leipzig, Hamburg, Mannheim und Düsseldorf errichtet. 1929 fusionierte die Mitteldeutsche Creditbank mit der Commerz- und Privat-Bank AG, der heutigen Commerzbank.
Die Mitteldeutsche Creditbank tauchte nach dem Zweiten Weltkrieg noch einmal kurzzeitig auf. Infolge der Dezentralisierung der Großbanken benannte die Commerzbank ihre hessische Filialgruppe Mitteldeutsche Creditbank. Unter diesem Namen war die Bank vom Sommer 1947 bis Herbst 1952 in Hessen aktiv.

## Persönlichkeiten
- Friedrich Eduard Freiherr von Oberländer (1807–1879), Direktor
- Johann Christian Ravit (1806–1868), Direktor
- Karl Mommsen (1861–1922), Direktor